# 纳加尔
纳加尔（Nagar），是印度拉贾斯坦邦Bharatpur县的一个城镇。总人口21349（2001年）。

## 人口
该地2001年总人口21349人，其中男性11520人，女性9829人；0—6岁人口3862人，其中男2126人，女1736人；识字率58.03%，其中男性为69.41%，女性为44.69%。